# Ояма (Сідзуока)

Оя́ма (яп. 小山町, おやまちょう, МФА: [ojama t͡ɕoː]?) — містечко в Японії, в повіті Сунто префектури Сідзуока. Розташоване в північно-східній частині префектури, біля підніжжя гори Фудзі. Отримало статус містечка 1912 року. Площа становить 136,13 км². Станом на 1 серпня 2011 року населення складало 20 424  осіб, густота населення — 150 осіб/км². Основою економіки є туризм.  